# 韋西拉赫蒂
韋西拉赫蒂（芬蘭語：Vesilahti）是芬蘭南部皮尔坎马区的市镇，始建於1869年。市镇面積为353.93平方公里，2023年人口数量为4,470人，人口密度為每平方公里14.85人。

## 外部連結
- 官方网站  （文）